# Boxhohn-Eiche (Wahner Heide)

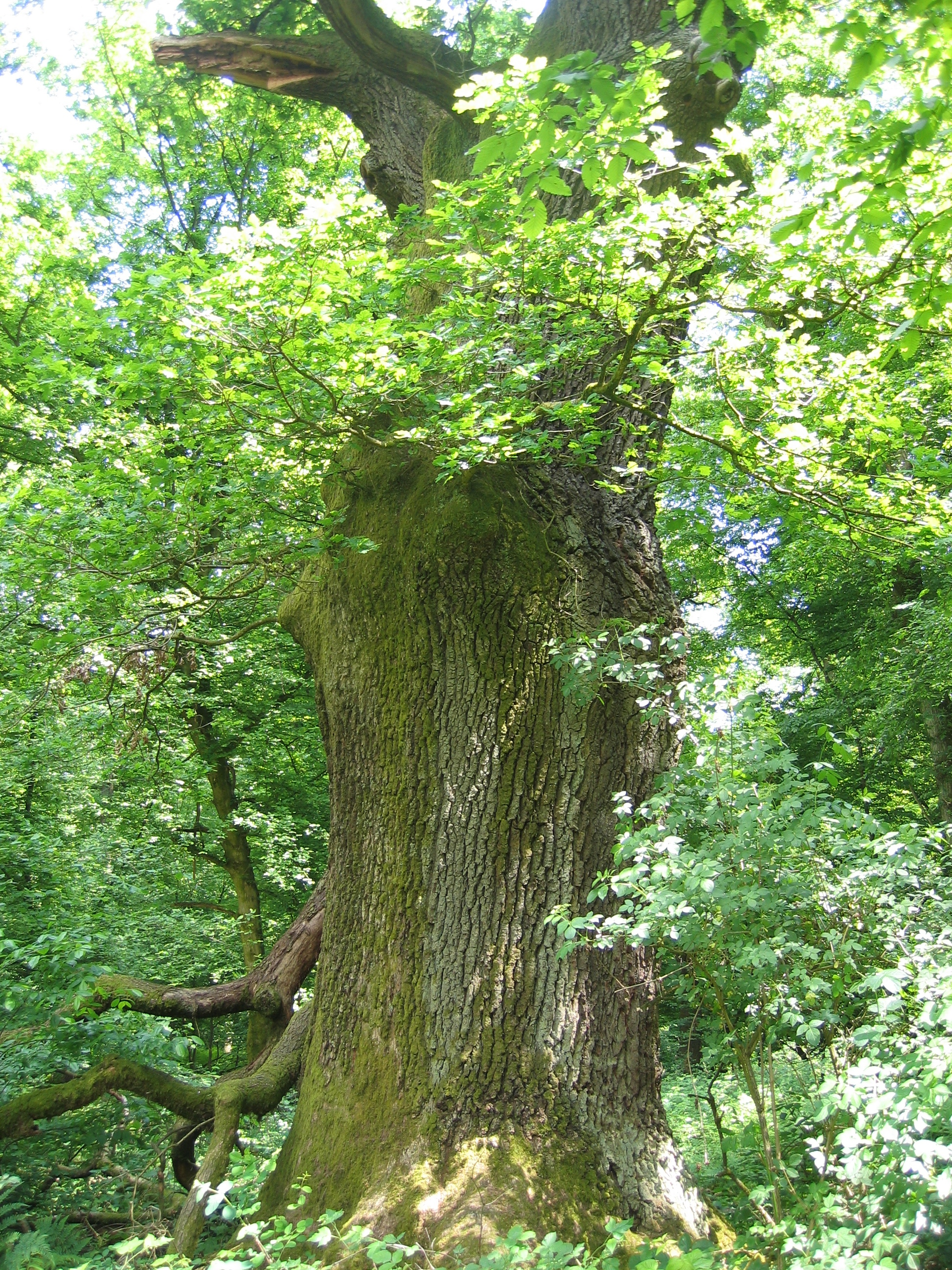
Boxhohn-Eiche im Mai 2008.

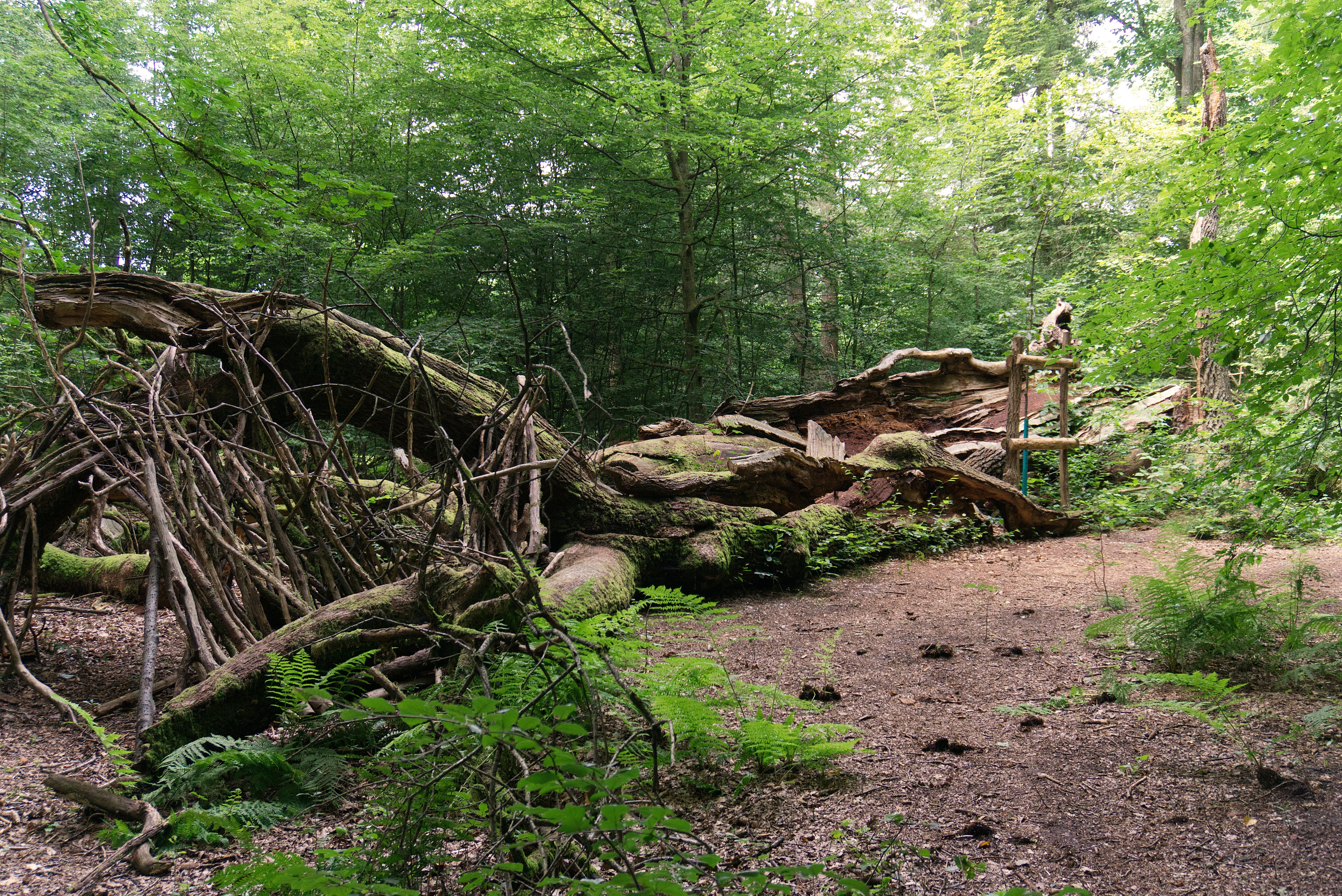
Umgestürzte Boxhohn-Eiche im Juli 2020. Rechts die neugepflanzte Erinnerungseiche.

Die Boxhohn-Eiche, auch 1000-jährige Eiche genannt, war eine Stieleiche oder Deutsche Eiche und über viele Jahre der älteste Baum in der Wahner Heide.

## Name und Lage
Die Stieleiche ist nach dem wegen der Erweiterung des Schießplatzes Wahn in der Wahner Heide 1915 abgegangenen Weiler Boxhohn benannt. Sie stand etwa auf halbem Wege zwischen Altenrath und dem vor Rösrath gelegenen Wohnplatz Hasbach; ihre Überreste sind über einen von der Hasbacher Straße nach Osten abzweigenden Wirtschaftsweg zu erreichen.

## Alter und Zustand
Der Baum wurde sicher nicht 1000 Jahre alt, jedoch „uralt“. Er war vermutlich bereits seit mehr als 100 Jahren ausgehöhlt. Die in den 1930er Jahren erfolgte Standsicherung, durch das Einbringen eines mit Eisenschienen verstärkten Betonkerns, befand sich im Jahr 2011 in einem maroden und zerfallenden Zustand. Nach Meinung von Fachleuten des Geschäftsbereichs Bundesforst der Bundesanstalt für Immobilienaufgaben, des Troisdorfer Grünflächenamtes und der Deutschen Bundesstiftung Umwelt, die diesen Baum und das Naturschutzgebiet betreuten, war der Baum auch ohne Stützen standfähig. Zur Abwehr von Gefahren für Wanderer wurde der Baum durch ein Holzgitter abgegrenzt und der vorbeiführende Weg verschwenkt, sodass der Baum weiter sichtbar und erlebbar blieb. Ansonsten wurde beschlossen, ihn in Würde sterben zu lassen – gleichwohl zeigte sich der Baum auch in den folgenden Jahren am Austrieb seiner Krone noch vital.
Im Januar 2019 wurde bekannt, dass die Eiche – vermutlich auch infolge des sehr trockenen Sommers 2018 – umgestürzt ist. Das Totholz soll an Ort und Stelle verrotten.

## Erinnerung
Am 23. März 2019 wurde neben den verrottenden Überresten der Stieleiche eine Traubeneiche gepflanzt, die besser mit Sommerhitze und andauernder Trockenheit umgehen soll.